# Jordan Szwarz
Jordan Szwarz (* 14. Mai 1991 in Burlington, Ontario) ist ein kanadischer Eishockeyspieler, der seit Juli 2025 bei den Schwenninger Wild Wings aus der Deutschen Eishockey Liga (DEL) unter Vertrag steht und dort auf der Position des rechten Flügelstürmers spielt. Zuvor bestritt Szwarz unter anderem über 500 Spiele in der American Hockey League (AHL) und stand in 50 Partien für die Phoenix bzw. Arizona Coyotes, Boston Bruins und Ottawa Senators in der National Hockey League (NHL) auf dem Eis. In der DEL spielte er bisher für die Adler Mannheim.

## Karriere
Szwarz spielte während seiner Juniorenzeit zwischen 2007 und 2011 für die Saginaw Spirit in der Ontario Hockey League (OHL). In den vier Jahren konnte der Stürmer seine Punktausbeute kontinuierlich steigern und wurde im NHL Entry Draft 2009 in der vierten Runde an 97. Position von den Phoenix Coyotes aus der National Hockey League (NHL) ausgewählt. Noch während seiner Juniorenkarriere kam der Angreifer noch im Verlauf der Saison 2009/10 zu seinem Profidebüt bei den San Antonio Rampage in der American Hockey League (AHL).
Mit Beginn der Saison 2011/12 stand Szwarz zunächst in einem dreijährigen Vertragsverhältnis mit den Phoenix Coyotes, die ihn bis zum Ende der Spielzeit 2012/13 ausschließlich in ihrem Farmteam, den Portland Pirates, in der American Hockey League einsetzten. Erst in der Saison 2013/14 feierte der Kanadier sein NHL-Debüt und seine Einsätze verteilten sich zu gleichen Teilen auf die Pirates und Coyotes. In den folgenden Spielzeiten war er wieder größtenteils für die Farmteams in Portland und später den Springfield Falcons in der AHL aktiv. Nachdem sein im Sommer 2014 um zwei Jahre verlängerter Vertrag nach dem Ende des Spieljahres 2015/16 nicht mehr verlängert worden war, befand sich Szwarz als Free Agent auf der Suche nach einem neuen Arbeitgeber. Diesen fand er Mitte Oktober 2016 in den Providence Bruins aus der AHL. Nach einer Saison dort erhielt er im Juli 2017 auch einen neuen Einjahresvertrag bei Providence’ NHL-Partner, den Boston Bruins. Ebenfalls als Free Agent wechselte er im Juli 2019 zu den Ottawa Senators, wo er mit der Ausnahme von drei Partien bei deren Farmteam, den Belleville Senators, auflief.
Im Juli 2020 schloss sich Szwarz dem russischen Klub Torpedo Nischni Nowgorod aus der Kontinentalen Hockey-Liga (KHL) an. Nach einem Spieljahr verließ der Kanadier das Team bereits wieder und wechselte in die Deutsche Eishockey Liga (DEL) zu den Adler Mannheim. Für die Adler war der Kanadier insgesamt vier Spielzeiten aktiv, bevor er im Sommer 2025 innerhalb der DEL zu den Schwenninger Wild Wings wechselte.

## Erfolge und Auszeichnungen
- 2019 Teilnahme am AHL All-Star Classic

## Karrierestatistik
Stand: Ende der Saison 2024/25
(Legende zur Spielerstatistik: Sp oder GP = absolvierte Spiele; T oder G = erzielte Tore; V oder A = erzielte Assists; Pkt oder Pts = erzielte Scorerpunkte; SM oder PIM = erhaltene Strafminuten; +/− = Plus/Minus-Bilanz; PP = erzielte Überzahltore; SH = erzielte Unterzahltore; GW = erzielte Siegtore; 1 Play-downs/Relegation; Kursiv: Statistik nicht vollständig)